# Hampea micrantha
Hampea micrantha là một loài thực vật có hoa thuộc họ Malvaceae.
Nó chỉ được tìm thấy ở Panama.
Nó bị đe dọa do mất môi trường sống.
The species occurs in rainforest up to 1,000 m.
Members of the Malvaceae are important as fiber crops (particularly cotton, Gossypium). Young leaves of many species can be used as vegetables, and species of Abelmoschus and Hibiscus are grown as minor food crops. Many species have attractive flowers and an ever-increasing selection is grown as ornamentals. Several have been cultivated for a very long time, particularly species of Hibiscus, and some of these are not known in the wild.

## Sources
- Mitré, M. 1998. Hampea micrantha. 2006 IUCN Red List of Threatened Species.  Truy cập ngày 19 tháng 7 năm 2007.
- Hampea micrantha